# Еріон синьолобий
Еріон синьолобий (Eriocnemis luciani) — вид серпокрильцеподібних птахів родини колібрієвих (Trochilidae). Мешкає в Андах.

## Опис

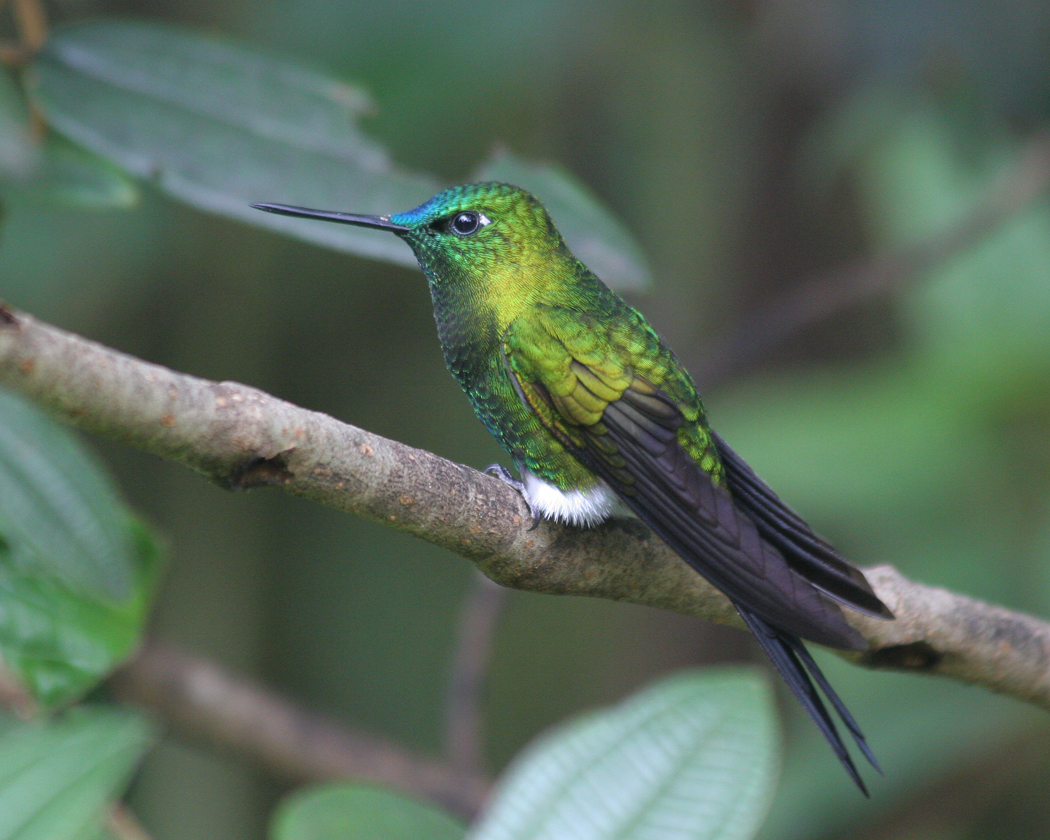
Синьолобий еріон

Довжина птаха становить 11,4-14 см, вага 5,4-6,4 г. У самців верхня частина тіла трав'янисто-зелена з металевим відблиском, на лобі і передній частині тімені блискуча темно-синя пляма. Нижня частина тіла блискучо-золотисто-зелена, гузка і нижні покривні пера хвоста фіолетові, блискучі. Лапи покриті білим пуховим пір'ям. Хвіст глибоко роздвоєний, синювато-чорний. Дзьоб прямий, чорний. Самиці мають подібне забарвлення, однак хвіст у них менш роздвоєний.
Представники підвиду E. l. meridae мають переважно бронзово-зелене забарвлення, підборіддя у них смарагдово-зелене, пера на голові мають блискучо-мідні краї. У представників підвиду E. l. baptistae бронзовий відтінок в оперенні ще більш вираженний. У представників підвиду E. l. catharina верхня частина тіла так ж, як у самців, однак синя пляма на голові у них відсутня. Самці цього підвиду мають синій відтінок живіт, у самиць живіт білуватий. Представники підвиду E. l. sapphiropygia мають блідіше забарвлення, ніж представники номінативного підвиду, синя пляма на голові у них відсутня, а зядня частина тімені має бронзовий або мідний відтінок.

## Підвиди
Виділяють п'ять підвидів:
- E. l. meridae Schuchmann, Weller & Heynen, 2001 — Парамо-Конехос (штат Мерида на північному заході Венесуели);
- E. l. luciani (Bourcier, 1847) — Анди на південному заход Колумбії (Нариньйо) і на півночі Еквадору (на південь до Котопахі);
- E. l. baptistae Schuchmann, Weller & Heynen, 2001 — Анди в центральному і південному Еквадорі (від Чимборасо до Асуая);
- E. l. catharina Salvin, 1897 — долина річки Уткубамба[en] у Східному хребті Перуанських Анд;
- E. l. sapphiropygia Taczanowski, 1874 — Східний хребет Перуанських Анд (від Ла-Лібертада до Пуно).

Деякі дослідники виділяють підвиди E. l. catharina і E. l. sapphiropygia у окремий вид еріон золотоголовий (Eriocnemis sapphiropygia). Підвид E. l. meridae відомий лише за типовим зразком і може бути вимерлим.

## Поширення і екологія
Синьолобі еріони мешкають у Венесуелі, Колумбії, Еквадорі і Перу. Вони живуть на узліссях вологих гірських і карликових лісів, у високогірних чагарникових заростях і рідколіссях Polylepis та на високогірних луках парамо. Зустрічаються на висоті від 2400 до 3700 м над рівнем моря, переважно на висоті від 2800 до 3400 м над рівнем моря. Живляться нектаром квітучих чагарників з родів Barnadesia, Embothrium, Bomarea і Siphocampylus, а також дрібними комахами.